# Nguyễn Anh Dũng
Nguyễn Anh Dũng (* 17. März 1976) ist ein vietnamesischer Großmeister im Schach.
Mit der vietnamesischen Nationalmannschaft nahm er an zehn Schacholympiaden (1990 bis 2006 und 2010) teil. Außerdem nahm er acht Mal an den asiatischen Mannschaftsmeisterschaften (1991–2009) teil.
In Ungarn spielte er in den Saisons 1999/2000 und 2000/01 für Honvéd Budapest.
Im Jahr 1993 wurde er Internationaler Meister, seit 2001 trägt er den Titel Großmeister und seit 2008 den Titel FIDE Trainer.
| Hier fehlt eine Grafik, die leider im Moment aus technischen Gründen nicht angezeigt werden kann. Wir arbeiten daran! |